# Gede

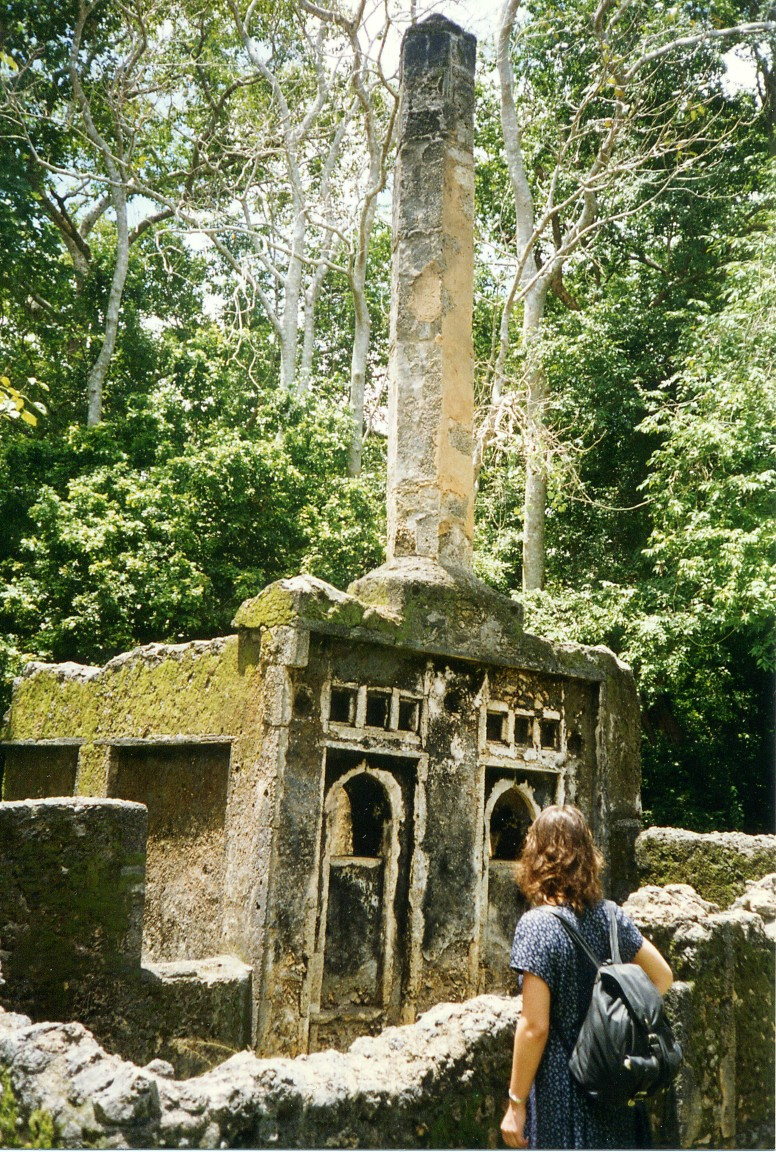
Ruiner i Gede.

Gede (eller Gedi) är en ort i distriktet Malindi i provinsen Kustprovinsen i Kenya. År 1999 hade byn 600 invånare.